# 1979–1980-as UEFA-kupa
Az 1979–1980-as UEFA-kupa győztese a nyugatnémet Eintracht Frankfurt volt, akik a kétmérkőzéses döntőben idegenbeli gólokkal győztek a szintén nyugatnémet Borussia Mönchengladbach ellen. A legjobb négy közé csak az NSZK csapatai jutottak.

## Első kör
| 1. csapat                  | Össz.    | 2. csapat                | 1. mérk. | 2. mérk. |
| -------------------------- | -------- | ------------------------ | -------- | -------- |
| Zbrojovka Brno             | 7–1      | Esbjerg fB               | 6–0      | 1–1      |
| Aarhus Gymnastik Forening  | 2–1      | Stal Mielec              | 1–1      | 1–0      |
| Aberdeen FC                | 1–2      | Eintracht Frankfurt      | 1–1      | 0–1      |
| Arisz FC                   | 4–3      | SL Benfica               | 3–1      | 1–2      |
| Atlético Madrid            | 1–5      | Dynamo Dresden           | 1–2      | 0–3      |
| Borussia Mönchengladbach   | 4–1      | Viking FK                | 3–0      | 1–1      |
| Dinamo Bucureşti           | 12–0     | Alki Larnaca FC          | 3–0      | 9–0      |
| Dundee United FC           | 1–1 (ig) | RSC Anderlecht           | 0–0      | 1–1      |
| FC Bohemians Praha         | 2–4      | Bayern München           | 0–2      | 2–2      |
| FC Carl Zeiss Jena         | 4–1      | West Bromwich Albion FC  | 2–0      | 2–1      |
| Gyinamo Kijev              | 3–2      | PFK CSZKA Szófia         | 2–1      | 1–1      |
| FC Progrès Niedercorn      | 0–6      | Grasshopper-Club Zürich  | 0–2      | 0–4      |
| FK Sahtar Doneck           | 2–3      | AS Monaco FC             | 2–1      | 0–2      |
| Feyenoord Rotterdam        | 2–0      | Everton FC               | 1–0      | 1–0      |
| Fussballclub Zürich        | 2–8      | 1. FC Kaiserslautern     | 1–3      | 1–5      |
| Galatasaray                | 1–3      | FK Crvena Zvezda         | 0–0      | 1–3      |
| Glenavon FC                | 0–2      | Standard Liège           | 0–1      | 0–1      |
| FC Internazionale Milano   | 3–2      | Real Sociedad            | 3–0      | 0–2      |
| Kalmar FF                  | 2–2 (ig) | Keflavík IF              | 2–1      | 0–1      |
| KPT Kuopio                 | 1–4      | Malmö FF                 | 1–2      | 0–2      |
| SSC Napoli                 | 2–1      | Olimbiakósz              | 2–0      | 0–1      |
| Orduspor                   | 2–6      | FC Baník Ostrava         | 2–0      | 0–6      |
| Perugia Calcio             | 1–0      | Dinamo Zagreb            | 1–0      | 0–0      |
| PFK Lokomotiv Szófia       | 3–2      | Ferencvárosi Torna Club  | 3–0      | 0–2      |
| SK Rapid Wien              | 2–4      | Diósgyőri VTK Miskolc    | 0–1      | 2–3      |
| Skeid Fotball              | 1–10     | Ipswich Town FC          | 1–3      | 0–7      |
| Sporting Clube de Portugal | 2–0      | Bohemian FC              | 2–0      | 0–0      |
| Sporting de Gijón          | 0–1      | PSV Eindhoven            | 0–0      | 0–1      |
| Valletta FC                | 0–7      | Leeds United FC          | 0–4      | 0–3      |
| VfB Stuttgart              | 2–2 (ig) | Torino FC                | 1–0      | 1–2 (hu) |
| Widzew Łódź                | 2–4      | AS Saint-Étienne         | 2–1      | 0–3      |
| Wiener Sportclub           | 1–3      | FC Universitatea Craiova | 0–0      | 1–3      |

## Második kör
| 1. csapat                  | Össz.    | 2. csapat                | 1. mérk. | 2. mérk. |
| -------------------------- | -------- | ------------------------ | -------- | -------- |
| Zbrojovka Brno             | 5–2      | Keflavík IF              | 3–1      | 2–1      |
| Aarhus Gymnastik Forening  | 2–5      | Bayern München           | 1–2      | 1–3      |
| Arisz FC                   | 4–1      | Perugia Calcio           | 1–1      | 3–0      |
| Borussia Mönchengladbach   | 4–3      | FC Internazionale Milano | 1–1      | 3–2 (hu) |
| Dinamo Bucureşti           | 2–3      | Eintracht Frankfurt      | 2–0      | 0–3 (hu) |
| Dundee United FC           | 1–4      | Diósgyőri VTK Miskolc    | 0–1      | 1–3      |
| Dynamo Dresden             | 1–1 (ig) | VfB Stuttgart            | 1–1      | 0–0      |
| FC Baník Ostrava           | 1–2      | Gyinamo Kijev            | 1–0      | 0–2      |
| FC Universitatea Craiova   | 4–0      | Leeds United FC          | 2–0      | 2–0      |
| Feyenoord Rotterdam        | 5–1      | Malmö FF                 | 4–0      | 1–1      |
| Grasshopper-Club Zürich    | 1–1 (ig) | Ipswich Town FC          | 0–0      | 1–1      |
| PFK Lokomotiv Szófia       | 5–4      | AS Monaco FC             | 4–2      | 1–2      |
| PSV Eindhoven              | 2–6      | AS Saint-Étienne         | 2–0      | 0–6      |
| FK Crvena Zvezda           | 6–4      | FC Carl Zeiss Jena       | 3–2      | 3–2      |
| Sporting Clube de Portugal | 1–3      | 1. FC Kaiserslautern     | 1–1      | 0–2      |
| Standard Liège             | 3–2      | SSC Napoli               | 2–1      | 1–1      |

## Harmadik kör
| 1. csapat                | Össz.    | 2. csapat                | 1. mérk. | 2. mérk. |
| ------------------------ | -------- | ------------------------ | -------- | -------- |
| AS Saint-Étienne         | 7–4      | Arisz FC                 | 4–1      | 3–3      |
| Bayern München           | 4–3      | FK Crvena Zvezda         | 2–0      | 2–3      |
| Borussia Mönchengladbach | 2–1      | FC Universitatea Craiova | 2–0      | 0–1      |
| Diósgyőri VTK Miskolc    | 1–8      | 1. FC Kaiserslautern     | 0–2      | 1–6      |
| Eintracht Frankfurt      | 4–2      | Feyenoord Rotterdam      | 4–1      | 0–1      |
| Grasshopper-Club Zürich  | 0–5      | VfB Stuttgart            | 0–2      | 0–3      |
| PFK Lokomotiv Szófia     | 2–2 (ig) | Gyinamo Kijev            | 1–0      | 1–2      |
| Standard Liège           | 3–5      | Zbrojovka Brno           | 1–2      | 2–3      |

## Negyeddöntő
| 1. csapat            | Össz. | 2. csapat                | 1. mérk. | 2. mérk. |
| -------------------- | ----- | ------------------------ | -------- | -------- |
| 1. FC Kaiserslautern | 2–4   | Bayern München           | 1–0      | 1–4      |
| AS Saint-Étienne     | 1–6   | Borussia Mönchengladbach | 1–4      | 0–2      |
| Eintracht Frankfurt  | 6–4   | Zbrojovka Brno           | 4–1      | 2–3      |
| VfB Stuttgart        | 4–1   | PFK Lokomotiv Szófia     | 3–1      | 1–0      |

## Elődöntő
| 1. csapat      | Össz. | 2. csapat                | 1. mérk. | 2. mérk. |
| -------------- | ----- | ------------------------ | -------- | -------- |
| Bayern München | 3–5   | Eintracht Frankfurt      | 2–0      | 1–5 (hu) |
| VfB Stuttgart  | 2–3   | Borussia Mönchengladbach | 2–1      | 0–2      |

## Döntő
| 1. csapat                | Össz.    | 2. csapat           | 1. mérk. | 2. mérk. |
| ------------------------ | -------- | ------------------- | -------- | -------- |
| Borussia Mönchengladbach | 3–3 (ig) | Eintracht Frankfurt | 3–2      | 0–1      |

## Külső hivatkozások
- Hivatalos oldal
- Eredmények az RSSSF.com-on